# Нікополь (Омська область)
Нікополь — село в Полтавському районі Омської області Росії. Входить до складу Ольгинського сільського поселення.

## Історія
Село засноване у 1913 році. У 1928 році складалася з 56 господарств, основне населення — українці. В адміністративному відношенні село було центром Нікопольської сільради Полтавського району Омського округу Сибірського краю.

## Населення
| 1926 | 2010 |
| ---- | ---- |
| 313  | ↘190 |